# L'Esplanade

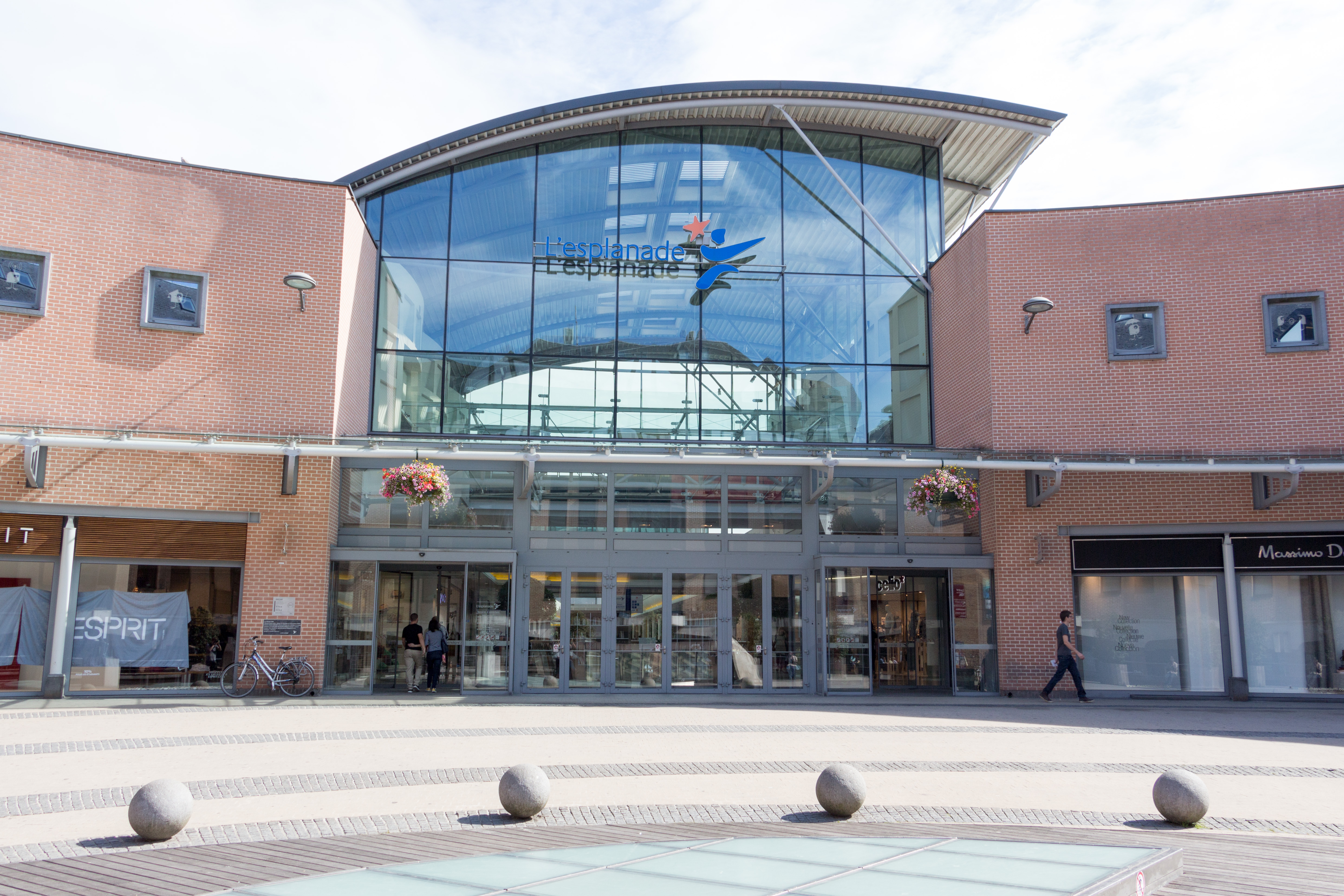
Winkelcentrum l'Esplanade in Louvain-la-Neuve

L'Esplanade is een winkelcentrum in het Waalse Louvain-la-Neuve. Het winkelcentrum werd geopend in 2005 met een oppervlakte van 32.000 m². Het is daarmee een van de grootste winkelcentra van België.
Het centrum biedt circa 130 winkels en horecagelegenheden, verdeeld over 2 verdiepingen. Daarnaast is er een bioscoop met 13 zalen. 
In 2016 werd een referendum georganiseerd met betrekking tot de voorgenomen uitbreiding van het centrum met 20.000 m². Hierbij sprak 80% van de inwoners zich uit tegen de uitbreiding. 
Het centrum is eigendom van Klépierre. 